# Minardi M02
Der Minardi M02 war der Rennwagen des italienischen Formel-1-Teams Minardi für die Saison 2000. Er wurde bei allen 17 Rennen eingesetzt.

## Technik und Entwicklung
Das Chassis entwickelte Gustav Brunner in seiner Rolle als technischer Direktor. Außerdem in leitender Funktion wirkten Gabriele Tredozi, der für das Design zuständig war, und Jean-Claude Migeot, der die Aerodynamik-Abteilung leitete, mit.
Der M02 war eine Weiterentwicklung des Vorgängers Minardi M01; u. a. wurde die Nase tiefer liegend gebaut. Auf der Basis eines insgesamt guten Chassis wurde unter der Führung von Brunner in aerodynamischer Sicht ein großer Fortschritt erzielt.
Das Fahrzeug war dennoch nicht konkurrenzfähig, da Minardi aus Geldnöten (auch wenn das Budget dank des Hauptsponsors Telefónica wesentlich größer war als in der Saison 1999) weiterhin den veralteten Ford-Zetec-Zehnzylinder-Saugmotor von 1998 einsetzen musste, der von jeher zu den schwächeren Motoren zählte. Er lief unter der Bezeichnung Fondmetal 3.0 V10. Hoffnungen vor der Saison, leistungsfähigere Supertec-Motoren zu erhalten – Gustav Brunner arbeitete bereits an entsprechenden Anpassungen des Fahrzeugs für diese Motoren –, zerschlugen sich. Diese Motoren bekam Arrows und Minardi musste doch wieder auf die ca. 80 PS schwächeren Ford-Motoren zurückgreifen. Das führte dazu, dass die beiden Fahrer in der Qualifikation selten über die letzte Startreihe hinauskamen. Der V10-Motor mit 2998 cm³ Hubraum wies einen 72°-Zylinderbankwinkel auf und hatte vier Ventile pro Zylinder; der Zylinderblock bestand aus Aluminium.
Das sequentielle Sechsgang-Halbautomatikgetriebe baute Minardi selbst. Die Reifen bezog das Team wie alle anderen Teams in dieser Saison von Bridgestone. Benzin und Schmierstoffe bezog Minardi von Elf Aquitaine. Die Scheibenbremsen aus kohlenstofffaserverstärkter Siliziumkarbidkeramik lieferte Brembo und die Elektronik wurde von Magneti Marelli entwickelt. Die Zündkerzen lieferte Champion. Die Dreischeiben-Kohlenstofffaserkupplung stammte von AP Racing.

## Fahrer
Neben Marc Gené, der bereits seit dem Vorjahr für Minardi fuhr, beförderte das Team den bisherigen Testfahrer Gastón Mazzacane zum Stammfahrer. Mazzacane, der als Paydriver von PSN unterstützt wurde, kam somit zu seinem Debüt in der Formel 1. Als Testfahrer wurde der als außerordentlich talentiert angesehene Nachwuchsfahrer Fernando Alonso eingesetzt, der später zwei Mal Weltmeister mit Renault wurde.

## Einsatzgeschichte
Das Team war während der ganzen Saison infolge des schlechten Materials und der prekären Finanzlage nicht konkurrenzfähig. In der Qualifikation waren beide Fahrer meist chancenlos. Dennoch konnten im Vergleich zur Vorsaison Fortschritte erzielt und der Abstand zu den Mittelfeldteams verkürzt werden. Den direkten Konkurrenten Prost Grand Prix konnte Minardi zudem häufig schlagen.
Beste Ergebnisse der Saison waren drei achte Plätze, die nach dem damaligen Punktesystem jedoch keine Punkte einbrachten: Marc Gené errang bereits direkt beim ersten Rennen der Saison in Australien den achten Platz; beim Großen Preis von Österreich wiederholte er dieses Ergebnis; auch Gastón Mazzacane erzielte einen achten Platz, und zwar beim Großen Preis von Europa. Ein weiterer Höhepunkt war der Große Preis der USA, als Mazzacane auf Platz vier liegend den amtierenden Weltmeister Mika Häkkinen mehrere Runden lang hinter sich hielt. Beim Großen Preis von Belgien absolvierte das Team sein 250. Formel-1-Rennen.
Am Ende der Saison verbuchte Minardi zwar keine Punkte, kam in der Konstrukteursweltmeisterschaft aber dennoch auf Platz 10 vor Prost. Gené belegte in der Fahrerweltmeisterschaft Platz 19, Mazzacane Platz 21.
Trotz der Fortschritte in der Saison 2000 stand Minardi am Ende vor dem Aus, nachdem Telefónica den erst zu Beginn der vorherigen Saison geschlossenen und Anfang 2000 weiter aufgestockten Sponsoring-Vertrag überraschend aufkündigte. Zudem stand das Team ohne Motoren da. Der australische Geschäftsmann Paul Stoddart übernahm das Team von Gabriele Rumi und sicherte damit den Fortbestand. 2001 wurde zu einem Übergangsjahr, in dem abermals die unterlegenen und inzwischen sehr alten Ford-Motoren den neuen Minardi PS01 antreiben mussten.

## Lackierung und Sponsoring
Auffälligste optische Änderung war die neue gelb-floureszierende Farbe der Wagen mit blauen und weißen Elementen. Die Fahrzeuge waren im Corporate Design des Hauptsponsors Telefónica gehalten. Weitere wichtige Sponsoren waren u. a. PSN, Fondmetal, Lois und LG.

## Ergebnisse
| Fahrer               | Nr.                  | 1   | 2   | 3   | 4  | 5  | 6   | 7   | 8   | 9   | 10 | 11  | 12  | 13 | 14 | 15  | 16  | 17  | Punkte | Rang |
| -------------------- | -------------------- | --- | --- | --- | -- | -- | --- | --- | --- | --- | -- | --- | --- | -- | -- | --- | --- | --- | ------ | ---- |
| Formel-1-Saison 2000 | Formel-1-Saison 2000 |     |     |     |    |    |     |     |     |     |    |     |     |    |    |     |     |     | 0      | 10.  |
| M. Gené              | 20                   | 8   | DNF | DNF | 14 | 14 | DNF | DNF | 16* | 15  | 8  | DNF | 15  | 14 | 9  | 12  | DNF | DNF | 0      | 10.  |
| G. Mazzacane         | 21                   | DNF | 10  | 13  | 15 | 15 | 8   | DNF | 12  | DNF | 12 | 11  | DNF | 17 | 10 | DNF | 15  | 13* | 0      | 10.  |

| Legende  | Legende            | Legende                                                          |
| Farbe    | Abkürzung          | Bedeutung                                                        |
| -------- | ------------------ | ---------------------------------------------------------------- |
| Gold     | –                  | Sieg                                                             |
| Silber   | –                  | 2. Platz                                                         |
| Bronze   | –                  | 3. Platz                                                         |
| Grün     | –                  | Platzierung in den Punkten                                       |
| Blau     | –                  | Klassifiziert außerhalb der Punkteränge                          |
| Violett  | DNF                | Rennen nicht beendet (did not finish)                            |
| Violett  | NC                 | nicht klassifiziert (not classified)                             |
| Rot      | DNQ                | nicht qualifiziert (did not qualify)                             |
| Rot      | DNPQ               | in Vorqualifikation gescheitert (did not pre-qualify)            |
| Schwarz  | DSQ                | disqualifiziert (disqualified)                                   |
| Weiß     | DNS                | nicht am Start (did not start)                                   |
| Weiß     | WD                 | zurückgezogen (withdrawn)                                        |
| Hellblau | PO                 | nur am Training teilgenommen (practiced only)                    |
| Hellblau | TD                 | Freitags-Testfahrer (test driver)                                |
| ohne     | DNP                | nicht am Training teilgenommen (did not practice)                |
| ohne     | INJ                | verletzt oder krank (injured)                                    |
| ohne     | EX                 | ausgeschlossen (excluded)                                        |
| ohne     | DNA                | nicht erschienen (did not arrive)                                |
| ohne     | C                  | Rennen abgesagt (cancelled)                                      |
| ohne     | keine WM-Teilnahme |                                                                  |
| sonstige | P/fett             | Pole-Position                                                    |
| sonstige | 1/2/3/4/5/6/7/8    | Punktplatzierung im Sprint-/Qualifikationsrennen                 |
| sonstige | SR/kursiv          | Schnellste Rennrunde                                             |
| sonstige | *                  | nicht im Ziel, aufgrund der zurückgelegten Distanz aber gewertet |
| sonstige | ()                 | Streichresultate                                                 |
| sonstige | unterstrichen      | Führender in der Gesamtwertung                                   |